# Telesphore Toppo
Telesphore Placidus Toppo (ur. 15 października 1939 w Chainpur, zm. 4 października 2023 w Ranchi) – indyjski duchowny katolicki, w latach 1985–2018 arcybiskup Ranchi, przewodniczący Konferencji Biskupów Katolickich Indii, kardynał.

## Życiorys
Pochodzi z wielodzietnej rodziny, był ósmym z dziesięciorga rodzeństwa. W 1965 ukończył Kolegium Św. Ksawerego w Ranchi, studiował także na Papieskim Uniwersytecie Urbaniana w Rzymie (obronił licencjat z teologii) i na Uniwersytecie w Ranchi. Przyjął święcenia kapłańskie 3 maja 1969 z rąk Franciskusa Von Strenga, emerytowanego biskupa szwajcarskiej Bazylei. Pracował w szkolnictwie katolickim i duchownym, był m.in. rektorem seminarium w Ranchi; organizował szkołę przygotowawczą dla kandydatów do kapłaństwa z plemienia Munda.
W czerwcu 1978 papież Paweł VI mianował go biskupem Dumka; sakrę biskupią odebrał w czasie sediswakancji 7 października 1978 w Dudhani z rąk jezuity Piusa Kerketty, ówczesnego arcybiskupa Ranchi. W listopadzie 1984 promowany na arcybiskupa koadiutora Ranchi, objął archidiecezję 7 sierpnia 1985. Wielokrotnie uczestniczył w sesjach Światowego Synodu Biskupów w Watykanie, w tym w sesji specjalnej poświęconej Kościołowi azjatyckiemu wiosną 1998; Jan Paweł II mianował go prezydentem-delegatem XI sesji zwyczajnej Synodu, planowanej na październik 2005.
W latach 2002–2005 i ponownie w latach 2011–2013 był przewodniczącym łacińskiej Konferencji Episkopatu Indii (C.C.B.I.).
W październiku 2003 odebrał nominację kardynalską, z tytułem prezbitera Sacro Cuore di Gesù agonizzante a Vitinia. W latach 2004–2008 był przewodniczącym Konferencji Biskupów Katolickich Indii (C.B.C.I.).
24 czerwca 2018 papież przyjął jego rezygnację z pełnionego urzędu, złożoną ze względu na wiek.
Uczestnik konklawe 2005 i konklawe 2013 roku. 15 października 2019 roku skończył 80 lat i stracił prawo do udziału w konklawe.